# Férfi 200 méteres hátúszás a 2011-es úszó-világbajnokságon
A férfi 200 méteres hátúszás verseny selejtezőire és elődöntőire július 28-án, míg a döntőre július 29-én került sor a 2011-es úszó-világbajnokság keretein belül.

## Rekordok
Az alábbi rekordok éltek a verseny előtt
|                               | Név           | Nemzetiség | Idő     | Helyszín | Dátum            |
| ----------------------------- | ------------- | ---------- | ------- | -------- | ---------------- |
| Világcsúcs Világbajnoki csúcs | Aaron Peirsol | USA        | 1:51.92 | Róma     | 2009. július 31. |

## Érmesek
| Arany                                   | Ezüst                | Bronz                                   |
| Amerikai Egyesült Államok · Ryan Lochte | Japán · Ryosuke Irie | Amerikai Egyesült Államok · Tyler Clary |

## Eredmények

### Selejtezők
32 úszó vett részt az 5 selejtezőben.
| Helyezés | Selejtező | Pálya | Név                      | Nemzetiség | Idő     | Megjegyzés |
| -------- | --------- | ----- | ------------------------ | ---------- | ------- | ---------- |
| 1        | 2         | 4     | Tyler Clary              | USA        | 1:56.32 | Q          |
| 2        | 2         | 2     | Bernek Péter             | HUN        | 1:57.23 | Q          |
| 3        | 4         | 3     | Sztanyiszlav Donyec      | RUS        | 1:57.30 | Q          |
| 4        | 3         | 4     | Ryan Lochte              | USA        | 1:57.34 | Q          |
| 5        | 3         | 5     | Zhang Fenglin            | CHN        | 1:57.37 | Q          |
| 6        | 4         | 4     | Ryosuke Irie             | JPN        | 1:57.58 | Q          |
| 7        | 2         | 3     | Kazuki Watanabe          | JPN        | 1:57.62 | Q          |
| 8        | 2         | 5     | Radoslaw Kawecki         | POL        | 1:57.97 | Q          |
| 9        | 4         | 7     | Nick Driebergen          | NED        | 1:58.10 | Q          |
| 10       | 4         | 1     | Tobias Oriwol            | CAN        | 1:58.19 | Q          |
| 11       | 3         | 8     | Yakov-Yan Toumarkin      | ISR        | 1:58.21 | Q, NR      |
| 12       | 3         | 2     | Sebastiano Ranfagni      | ITA        | 1:58.26 | Q          |
| 13       | 2         | 8     | Leonardo de Deus         | BRA        | 1:58.29 | Q          |
| 14       | 4         | 2     | Yannick Lebherz          | GER        | 1:58.30 | Q          |
| 15       | 4         | 6     | Benjamin Stasiulis       | FRA        | 1:58.42 | Q          |
| 16       | 1         | 5     | Omar Pinzón              | COL        | 1:58.48 | Q          |
| 17       | 3         | 3     | Chris Walker-Hebborn     | GBR        | 1:58.59 |            |
| 18       | 1         | 6     | Darren Murray            | RSA        | 1:58.73 |            |
| 19       | 2         | 7     | Matthew Hawes            | CAN        | 1:58.84 |            |
| 20       | 3         | 1     | Cheng Feiyi              | CHN        | 1:59.08 |            |
| 21       | 2         | 6     | Ashley Delaney           | AUS        | 2:00.15 |            |
| 22       | 1         | 3     | Mattias Carlsson         | SWE        | 2:00.44 | NR         |
| 23       | 4         | 8     | Mitch Larkin             | AUS        | 2:00.52 |            |
| 24       | 3         | 6     | Gareth Kean              | NZL        | 2:00.74 |            |
| 25       | 2         | 1     | Kim Ji-Heun              | KOR        | 2:01.06 |            |
| 26       | 1         | 4     | Sebastian Stoss          | AUT        | 2:01.13 |            |
| 27       | 1         | 2     | Pedro Medel              | CUB        | 2:02.16 |            |
| 28       | 1         | 7     | Jean-François Schneiders | LUX        | 2:03.68 |            |
| 29       | 1         | 1     | Abdullah Al-Tuwaini      | KUW        | 2:07.63 |            |
| 30       | 1         | 8     | Awse Ma'aya              | JOR        | 2:12.22 |            |
| –        | 3         | 7     | Aschwin Wildeboer Faber  | ESP        |         | DNS        |
| –        | 4         | 5     | James Goddard            | GBR        |         | DNS        |

### Elődöntők

#### Első elődöntő
| Helyezés | Pálya | Név                 | Nemzetiség | Idő     | Megjegyzés |
| -------- | ----- | ------------------- | ---------- | ------- | ---------- |
| 1        | 5     | Ryan Lochte         | USA        | 1:55.65 | Q          |
| 2        | 3     | Ryosuke Irie        | JPN        | 1:55.96 | Q          |
| 3        | 6     | Radoslaw Kawecki    | POL        | 1:57.15 | Q          |
| 4        | 7     | Sebastiano Ranfagni | ITA        | 1:57.96 | Q          |
| 5        | 4     | Bernek Péter        | HUN        | 1:58.14 |            |
| 6        | 1     | Yannick Lebherz     | GER        | 1:58.56 |            |
| 7        | 8     | Omar Pinzón         | COL        | 1:58.95 |            |
| 8        | 2     | Tobias Oriwol       | CAN        | 1:59.45 |            |

#### Második elődöntő
| Helyezés | Pálya | Név                 | Nemzetiség | Idő     | Megjegyzés |
| -------- | ----- | ------------------- | ---------- | ------- | ---------- |
| 1        | 4     | Tyler Clary         | USA        | 1:56.00 | Q          |
| 2        | 3     | Zhang Fenglin       | CHN        | 1:56.70 | Q          |
| 3        | 6     | Kazuki Watanabe     | JPN        | 1:57.97 | Q          |
| 4        | 5     | Sztanyiszlav Donyec | RUS        | 1:58.00 | Q          |
| 5        | 2     | Nick Driebergen     | NED        | 1:58.08 |            |
| 6        | 8     | Benjamin Stasiulis  | FRA        | 1:58.19 |            |
| 7        | 1     | Leonardo de Deus    | BRA        | 1:59.77 |            |
| 8        | 7     | Yakov-Yan Toumarkin | ISR        | 1:59.92 |            |

### Döntő
| Helyezés  | Pálya | Név                 | Nemzetiség | Idő     | Megjegyzés |
| --------- | ----- | ------------------- | ---------- | ------- | ---------- |
| Aranyérem | 4     | Ryan Lochte         | USA        | 1:52.96 |            |
| Ezüstérem | 5     | Ryosuke Irie        | JPN        | 1:54.11 |            |
| Bronzérem | 3     | Tyler Clary         | USA        | 1:54.69 |            |
| 4         | 6     | Zhang Fenglin       | CHN        | 1:56.39 |            |
| 5         | 2     | Radoslaw Kawecki    | POL        | 1:57.33 |            |
| 6         | 8     | Sztanyiszlav Donyec | RUS        | 1:57.36 |            |
| 7         | 7     | Sebastiano Ranfagni | ITA        | 1:57.49 |            |
| 8         | 1     | Kazuki Watanabe     | JPN        | 1:57.82 |            |